# Now You See Me: The Second Act
Now You See Me: The Second Act (även känd som Now You See Me 2), är en amerikansk kupp-thrillerfilm som hade premiär i juni 2016. Filmen är en uppföljare till succéfilmen Now You See Me från 2013. Den regisserades av Jon M. Chu och medverkande är Jesse Eisenberg, Mark Ruffalo, Woody Harrelson, Lizzy Caplan, Dave Franco, Daniel Radcliffe, Michael Caine och Morgan Freeman.

## Handling
Ett år efter att den föregående filmens handling ägt rum söker Arthur Tresslers son Walter (Daniel Radcliffe) hämnd på The Four Horsemen efter att hans far satts i fängelse.

## Rollista
| Jesse Eisenberg    | – J. Daniel "Danny" Atlas |
| Mark Ruffalo       | – Dylan Rhodes            |
| Woody Harrelson    | – Merritt McKinney        |
| Lizzy Caplan       | – Lula                    |
| Dave Franco        | – Jack Wilder             |
| Morgan Freeman     | – Thaddeus Bradley        |
| Michael Caine      | – Arthur Tressler         |
| Daniel Radcliffe   | – Walter Tressler         |
| Sanaa Lathan       | – Natalie Austin          |
| Jay Chou           | – Li                      |
| Henry Lloyd-Hughes | – Allen Scott-Frank       |
| Zach Gerard        | – Hannes Pike             |

## Produktion
I september 2014 bekräftades det att Jon M. Chu skulle ersätta Louis Leterrier som regissör. Filmen producerades av Summit Entertainment och K/O Paper Products. I oktober 2014 tillkännagavs att Isla Fisher inte skulle kunna reprisera sin roll som Henley Reeves på grund av hennes graviditet och Lizzy Caplan fick rollen som den nya karaktären Lula för att ersätta henne.

## Premiär
I november 2014 tillkännagavs den officiella titeln Now You See Me: The Second Act. Filmen hade premiär 2 juni 2016 i Australien, 6 juni 2016 i USA, 8 juni 2016 i Finland och 15 juni 2016 i Sverige.

## Uppföljare
Den 22 maj 2015 avslöjade Lionsgate detaljer om utvecklandet av en uppföljare till filmen. Jon Feltheimer sade att de "redan påbörjat planeringen av Now You See Me 3."